# John Fastolf
Sir John Fastolf (6 de noviembre de 1380 † 5 de noviembre de 1459) fue un soldado, terrateniente y caballero inglés de finales de la Edad Media que luchó en la Guerra de los Cien Años, la Batalla de Patay y en la Batalla de los Arenques.

## Biografía
Proveniente de una familia de nobleza menor de Norfolk, John Fastolf nació el 6 de noviembre de 1380 en la casa solariega de Caister Hall, una posesión familiar que más tarde convirtió en el castillo de Caister-on-Sea. Hijo de Sir John Fastolf (fallecido en 1383) y Mary Park (fallecida el 2 de mayo de 1406), pertenecía a una antigua familia de Norfolk originalmente asentada en Great Yarmouth, donde se registra desde el siglo XIII. Los miembros notables de la familia incluyeron a Thomas Fastolf, obispo de St. David, y su hermano, Nicholas Fastolf, presidente del Tribunal Supremo de Irlanda. Muchos de los hombres habían sido alguaciles de Great Yarmouth desde la época de Eduardo I de Inglaterra, y un tal Hugh Fastolf fue Sheriff de Norfolk en 1390. El 13 de enero de 1409, Fastolf se casó con Millicent Tibetot o Tiptoft (1368-1446), hija y coheredera de Robert Lord Tiptoft, y viuda de Sir Stephen Scrope (hijo de Richard Lord Scrope). Este matrimonio le aportó importantes cantidades de tierra, incluidas las mansiones de Castle Combe y Bathampton en Wiltshire, Oxeton en Gloucestershire y varias propiedades en Somerset y Yorkshire. Estas tierras le reportaron un ingreso de 240 libras esterlinas por año, una suma considerable que equivalía a cinco veces los ingresos que Fastolf obtenía de sus propias propiedades. Fijó una cantidad de 100 libras esterlinas al año a su esposa para su propio uso, pero por lo demás mantuvo sus propiedades para él hasta su muerte, a expensas del hijo de Millicent de su primer matrimonio, Stephen Scrope (hijastro de Fastolf). La esposa de Fastolf era mucho mayor que él. La pareja no tuvo hijos.
Según el biógrafo de Fastolf, Stephen Cooper, dados los antecedentes de su familia, Fastolf debe haber recibido una educación adecuada para los estándares de la época. En un testimonio judicial dado en Francia en 1435, afirmó haber visitado Jerusalén cuando era niño, entre 1392 y 1393, lo que debió haber sido en compañía de Enrique Bolingbroke, más tarde Enrique IV de Inglaterra. Fastolf fue escudero de Thomas de Mowbray, I duque de Norfolk, Duque de norfolk, antes de que este último fuera desterrado en 1398. Se desconoce el paradero de Fastolf durante el golpe de Lancaster de 1399 (cuando Enrique IV de Inglaterra arrebató la corona a Ricardo II de Inglaterra), pero en 1401 entró en el séquito del segundo hijo del rey Enrique IV, Thomás de Lancaster (más tarde Duque de Clarence), bajo a cuyo servicio permanecería hasta 1415. Thomás había sido designado por su padre para mantener el orden en Irlanda, y fue aquí donde Fastolf vio por primera vez la acción militar. El oficial al mando de Fastolf era Sir Stephen Scrope, con cuya viuda se casó después de su muerte en 1408. Fastolf sirvió con distinción contra los franceses en la Batalla de Azincourt (1415) y en la Batalla de Verneuil (1424) y en la Batalla de los Arenques en 1429, donde usó barriles de arenques para proteger a sus tropas. Aunque acusado de cobardía en la derrota de sus fuerzas en Patay (Loiret) en junio de 1429, más tarde fue absuelto del cargo. Hacia 1440 se retiró del servicio militar.

## Guerra de los Cien Años y Batalla de los Arenques
De 1415 a 1439, estuvo en el norte de Francia, donde sirvió a  Enrique V de Inglaterra y al hermano del rey, el Duque de bedford. Participó en el  Sitio de Harfleur en 1415, pero fue invalidado en casa y, por lo tanto, se perdió de estar en la Batalla de Azincourt, aunque regresó para defender Harfleur contra el intento francés de recuperarlo en el invierno de 1415-1416. Fue el amo de la casa de Bedford y gobernador de Maine (provincia) y Anjou. Más tarde en este año fue reemplazado en su mando por John Talbot, I conde de Shrewsbury; y se convirtió en una figura un tanto controvertida después del Sitio de Orleans. En 1421, durante la ocupación inglesa de París, se convirtió en "gobernador" (efectivamente, alcalde) de la Bastilla, probablemente durante un año. Después de una visita a Inglaterra en 1428, regresó a la guerra, y el 12 de febrero de 1429, cuando estaba a cargo del convoy del ejército inglés antes de Orleans, derrotó a los franceses y escoceses en la Batalla de los Arenques en Rouvray-Sainte-Croix.      

## Encuentros con Juana de Arco
Durante el asedio de Orleans de 1429, los franceses habían planeado abandonar la ciudad después de escuchar rumores (que eran ciertos) de que John Fastolf venía con una fuerza para reforzar a los sitiadores ingleses. Juan de Dunois (conocido como "El bastardo de Orleans" porque era el hijo ilegítimo de Luis I de Orleans) decidió no decírselo a Juana de Arco, y dejarla fuera de las decisiones de liderazgo, a lo que ella respondió: 
"Cabrón, cabrón, en nombre de Dios te ordeno que en cuanto te enteres de la llegada de Fastolf  me lo avises,
porque si pasa sin que yo lo sepa, te juro que haré que te corten la cabeza".

El líder francés se lo concedió y ella levantó con éxito el sitio. Luego pasó a tomar ciudades en el Valle del Loira, incluido Jargeau el 12 de junio de 1429, a pesar de que Fastolf había intentado reforzar con tropas y armas de pólvora. Tras esta serie de inesperadas y repentinas derrotas, Talbot y Fastolf resolvieron enfrentarse a los franceses en la batalla para acabar con su éxito, dando lugar así a la Batalla de Patay el 18 de junio de 1429. Juana de Arco comandaba este ejército y estuvo presente en la batalla, aunque se discute cuánto papel tuvo ella en la batalla.

## Batalla de Patay
La Batalla de Patay fue una derrota para los ingleses. Entre 200 y 300 hombres murieron y más de dos mil fueron capturados, incluido Talbot. Sin embargo, Fastolf había escapado. Según el historiador francés Jean de Wavrin, que estuvo presente, el desastre se debió a la temeridad de Talbot, y Fastolf solo huyó cuando la resistencia era inútil. Otros relatos lo acusan de cobardía, y es cierto que Juan, Duque de bedford, lo suspendió de la Orden de la Jarretera y fue objeto de acusaciones de cobardía por parte de Talbot. Finalmente, en 1442, la Orden de la Jarretera convocó una investigación, probablemente por insistencia de Fastolf. Esto se encontró a favor de Fastolf y fue reincorporado honorablemente a la orden. Este incidente fue descrito desfavorablemente por Shakespeare en Enrique IV, parte 1 (acto IV, escena I). En total, Fastolf tardó trece años en limpiar su nombre e incluso entonces, su reputación aún estaba manchada.

## Carrera posterior
Fastolf continuó sirviendo con honor en Francia, y tanto Bedford como Ricardo de York confiaban en él. A pesar del escándalo asociado con el incidente de Patay, ocupó varios mandos militares, incluidas las capitanías de Honfleur (1424-1434), Verneuil (1429) y Caen (1430-1437). En 1435, redactó un documento denominado informe o memorando en el que proponía un nuevo enfoque estratégico para la guerra en Francia. En él, rechaza la política actual basada en una guerra de asedios y propone en cambio una estrategia ofensiva basada en Chevauchée a gran escala. El documento es un raro ejemplo sobreviviente del pensamiento estratégico militar de un soldado profesional de la Edad Media. Recién regresó finalmente a casa en 1440, cuando pasaba de los sesenta años. Pero el escándalo en su contra continuó, y durante la rebelión de Cade en 1450, los rebeldes lo acusaron de haber sido la causa de los desastres ingleses al "disminuir las guarniciones de Normandía".

## Propiedades e inversiones
Fastolf, como otros soldados ingleses, se benefició de las guerras en Francia obteniendo tierras en los territorios conquistados. Enrique V de Inglaterra le dio Frileuse cerca de Honfleur y pasó a construir una cartera de propiedades considerable en Normandía, incluidas cuatro mansiones en el País de Caux. Más tarde, se convirtió en Baron de Sillé-le-Guillaume y, por lo tanto, en miembro de la nobleza allí, cargo que nunca alcanzó en su país. Pero la inestabilidad del dominio inglés le costó mucho en ingresos perdidos. En su País de Caux, los señoríos tenían un ingreso muy escaso después de la revuelta normanda de 1435. Comenzó en la década de 1430 a vender sus propiedades, pero todavía en 1445 poseía propiedades en Francia, incluidos 10 castillos, 15 señoríos y una posada. Todo esto se perdió en la reconquista francesa. Se hizo un inventario detallado de los bienes personales de Fastolf después de su muerte. Incluye vajilla de plata, equipo para su capilla, la ropa y el tapiz de su guardarropa en Caister, su armadura y el mobiliario de varias habitaciones en Caister.

## Últimos años
En la década de 1950, el académico de Oxford K.B. McFarlane demostró que Fastolf ganó grandes sumas de dinero en Francia, que logró transferir a Inglaterra e invertir en tierras y propiedades. En ese momento, su reputación era mixta. Un sirviente escribió sobre él: «Cruel y vengador ha sido siempre, y en su mayor parte sin piedad ni misericordia»; y en este comentario se ha hecho famoso porque se registró en la carta. Además de su participación en la propiedad de su esposa, tenía grandes propiedades en Norfolk y Suffolk, una casa en Southwark en Londres y donde también era propietario de Boar's Head Inn. El sitio de su casa en Southwark, conocido como Fastolf Place o Palace, fue excavado en la década de 1990, pero solo se encontraron algunas piezas de revestimiento. A partir de 1435, fue autor de numerosos memorandos, que envió al gobierno de turno, sobre la estrategia y política a seguir en la guerra de Francia. Estos fueron conservados por su secretario William Worcester y finalmente publicados por el reverendo Joseph Stevenson en el siglo XIX. También se sentó en el centro de un  importante círculo literario, que produjo manuscritos en francés e inglés para él. Sus últimos años estuvieron plagados de litigios y disputas sobre sus propiedades en East Anglia, en las que fue ayudado por John Paston, con quien estaba emparentado a través de la esposa de Paston, Margaret, y William Yelverton, y por luchas entre facciones en la corte. Lo que finalmente condujo a las llamadas Guerra de las Dos Rosas. Paston y Yelverton pasarían a ser dos de los principales protagonistas de las batallas por su propiedad tras su muerte. Fastolf se inclinaba a simpatizar con Ricardo de York, a quien había conocido y servido en Freancia, pero no se convirtió en "yorkino". Fue viudo durante la última década de su vida, cuando vivía en Southwark y Caister, y no tenía heredero. Parece haber sido una figura un tanto solitaria e hizo varios intentos de redactar un testamento, estableciendo un Chantry College (Colegio de la capilla) en Caister Castle, pero nunca documentó legalmente sus intenciones y efectivamente murió Intestado.

## Muerte y entierro
John Fastolf murió en Caister-on-Sea, el 5 de noviembre  de 1459. Fue enterrado junto a su esposa Millicent en la abadía de Saint Benet en una nave especialmente construida a sus expensas en el lado sur de la iglesia  de la abadía, de la que había sido un generoso benefactor. El testamento en el lecho de muerte de Fastolf  que nombraba a su aliado político y amigo John Paston como su albacea y heredero dio lugar a muchos años de litigio. Todavía se pueden visitar las ruinas de la abadía de Saint Benet, así como las ruinas del castillo de Caister. El castillo nunca se convirtió en el hogar de una capilla, como pretendía Fastolf. En cambio, pasó a la familia Paston. La mayor parte de su fortuna se envió al Magdalen College (Oxford) donde se le recuerda como un benefactor y donde existe una Fastolf Society.

## Representaciones culturales

### Shakespeare
Fastolf aparece en la primera obra de Shakespeare, Enrique IV, parte 1, como un caballero cobarde que abandona al heroico Lord Talbot. En los dos primeros folios, el nombre del personaje es «Falstaffe», no Fastolf. Cuando Shakespeare llegó a escribir Enrique IV, parte 1, ambientada  en los primeros años de la carrera de Fastolf, creó un compañero de mala reputación para el joven Príncipe Hall llamado Sir John Oldcastle. Los descendientes del Oldcastle real se quejaron, por lo que se cambió el nombre a Sir John Falstaff, nombre con el que se le identifica en tres obras posteriores. Pero Falstaff no es en ningún sentido una dramatización del soldado real, más bien una amalgama de unos pocos personajes reales con una pizca de licencia creativa. De hecho, el anciano Falstaff muere a principios del reinado de Enrique V, cuando Fastolf estaba en la mitad de su carrera. 

### Representaciones posteriores
Fastolf aparece como un personaje destacado en el videojuego de Koei conocido como Bladestorm: The Hundred Years´ War, en el que se lo ve como un contribuyente a la causa de Inglaterra, empuñando una espada larga como su arma principal.
Es el tema de una novela de Robert Nye titulada Falstaff (Editor: Allison; Nueva Edición, 1 de octubre de 2001) 
Fastolf también es un oponente en Age of Empires II: The Age of Kings de Ensemble Studios, en la campaña de Juana de Arco del juego. Fastolf lucha del lado de Inglaterra y su unidad es un caballero con lanza.